# Montauriol, Lot-et-Garonne
Montauriol är en kommun i departementet Lot-et-Garonne i regionen Nouvelle-Aquitaine i sydvästra Frankrike. Kommunen ligger i kantonen Castillonnès som tillhör arrondissementet Villeneuve-sur-Lot. År 2022 hade Montauriol 222 invånare.

## Befolkningsutveckling
Antalet invånare i kommunen Montauriol
| Referens: INSEE |